# Olijfhout

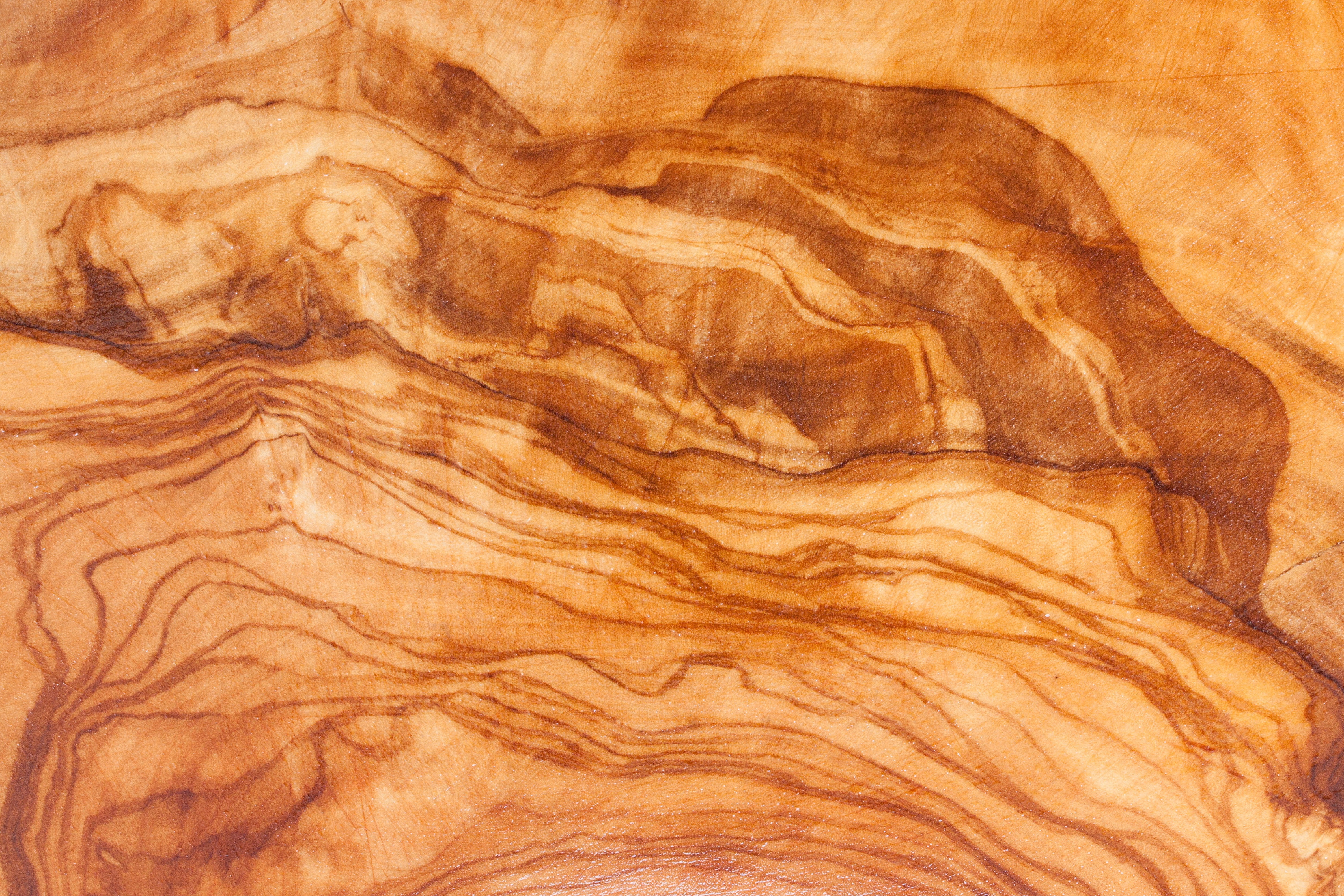

Olijfhout is een decoratieve houtsoort die slechts in kleine afmetingen gebruikt wordt, voor inlegwerk, kunstnijverheidsartikelen, toeristische souvenirs, knoppen, en dergelijke. Toch wordt het hout al sinds lang gebruikt en gewaardeerd: het is een klassieke houtsoort voor inlegwerk op meubels.

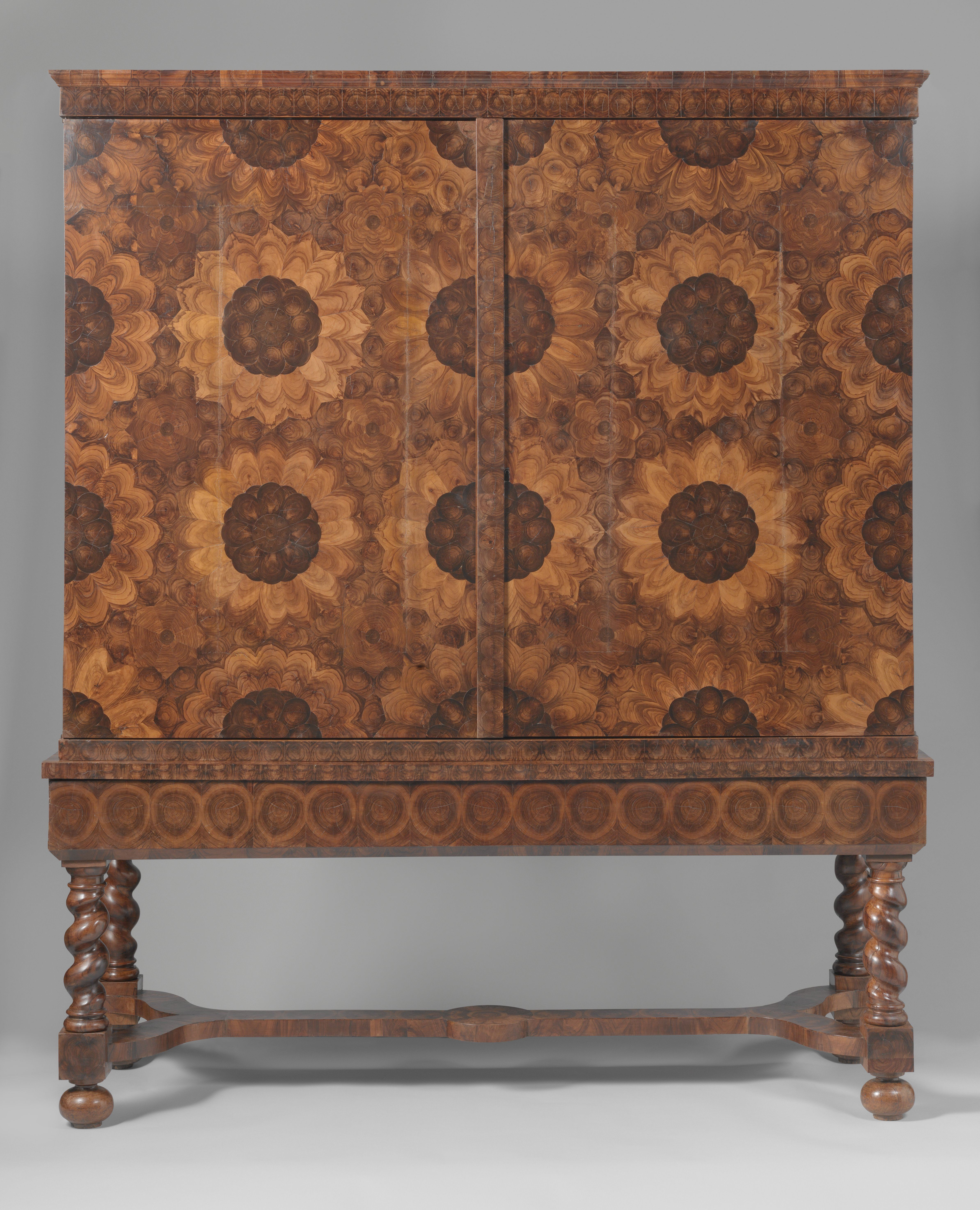
Circa 1680-1700: een klassieke toepassing van olijfhout is in zogenaamde 'oesters' op meubels: dit effect wordt gemaakt door middel van plakjes kops (of bijna kops) fineer (dus dwarsdoorsnedes van de stam)

Het kernhout steekt sterk af tegen het spint en heeft vaak een kenmerkende tekening met donkerbruine tot zwarte strepen op een lichte achtergrond. Het hout is fijn van nerf en heeft vaak een onregelmatige draad. Het is zwaar en navenant hard, maar het hout is toch goed te bewerken, te draaien en af te werken. Drogen dient voorzichtig te gebeuren, en het hout is geneigd tot werken. 
Olijfhout wordt geleverd door de olijfboom (Olea europaea), die over het algemeen niet hoog maar wel oud wordt, met vaak een onregelmatige stamvorm.  Het kernhout bereikt geen grote diameters (en bovendien is het hart van de stam vaak rot), zodat voor decoratieve toepassingen geen hout in grote afmetingen beschikbaar is. 
Eventueel kan hout van andere Olea-soorten ter vervanging gebruikt worden. Ook hout van andere, niet-verwante bomen kan gebruikt worden in plaats van olijfhout, wanneer ze een vergelijkbaar figuur hebben, onder een aangepaste naam. Bekend is het olijfessen, het anders gekleurde kernhout van essen. 

## Galerij

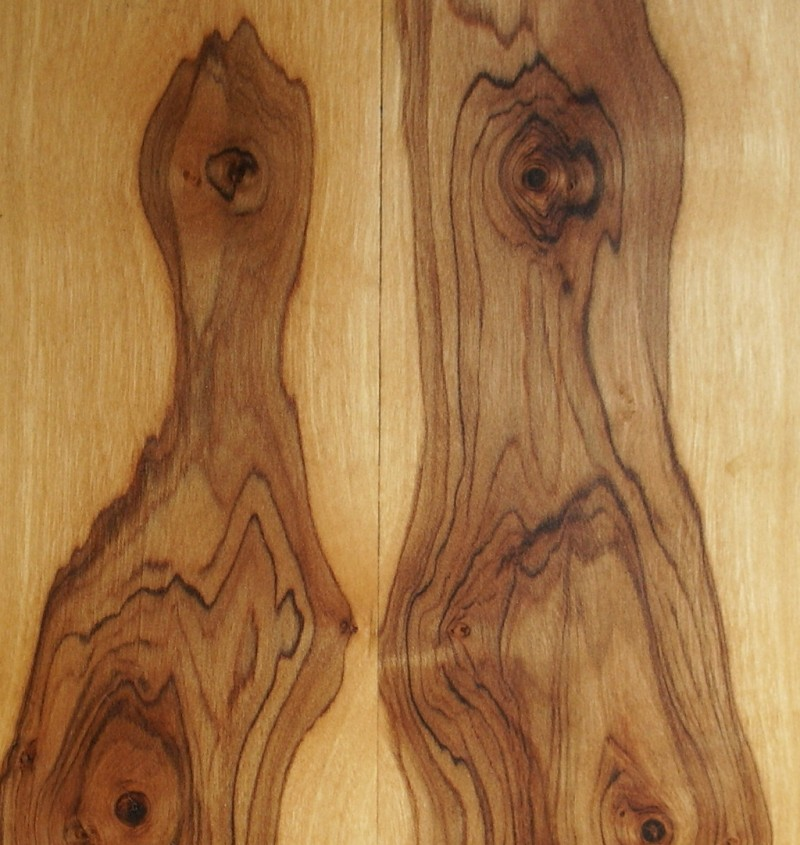
Twee planken
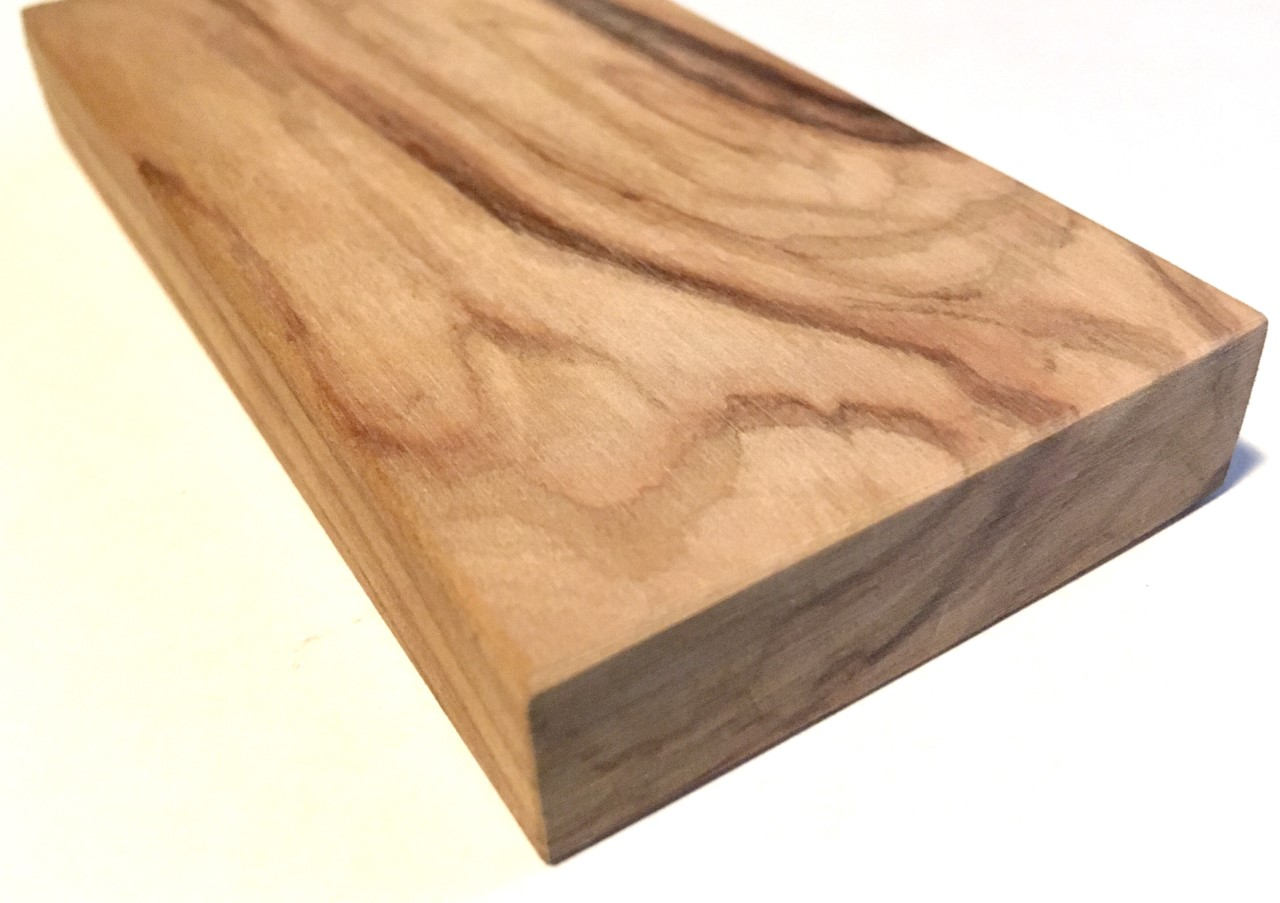
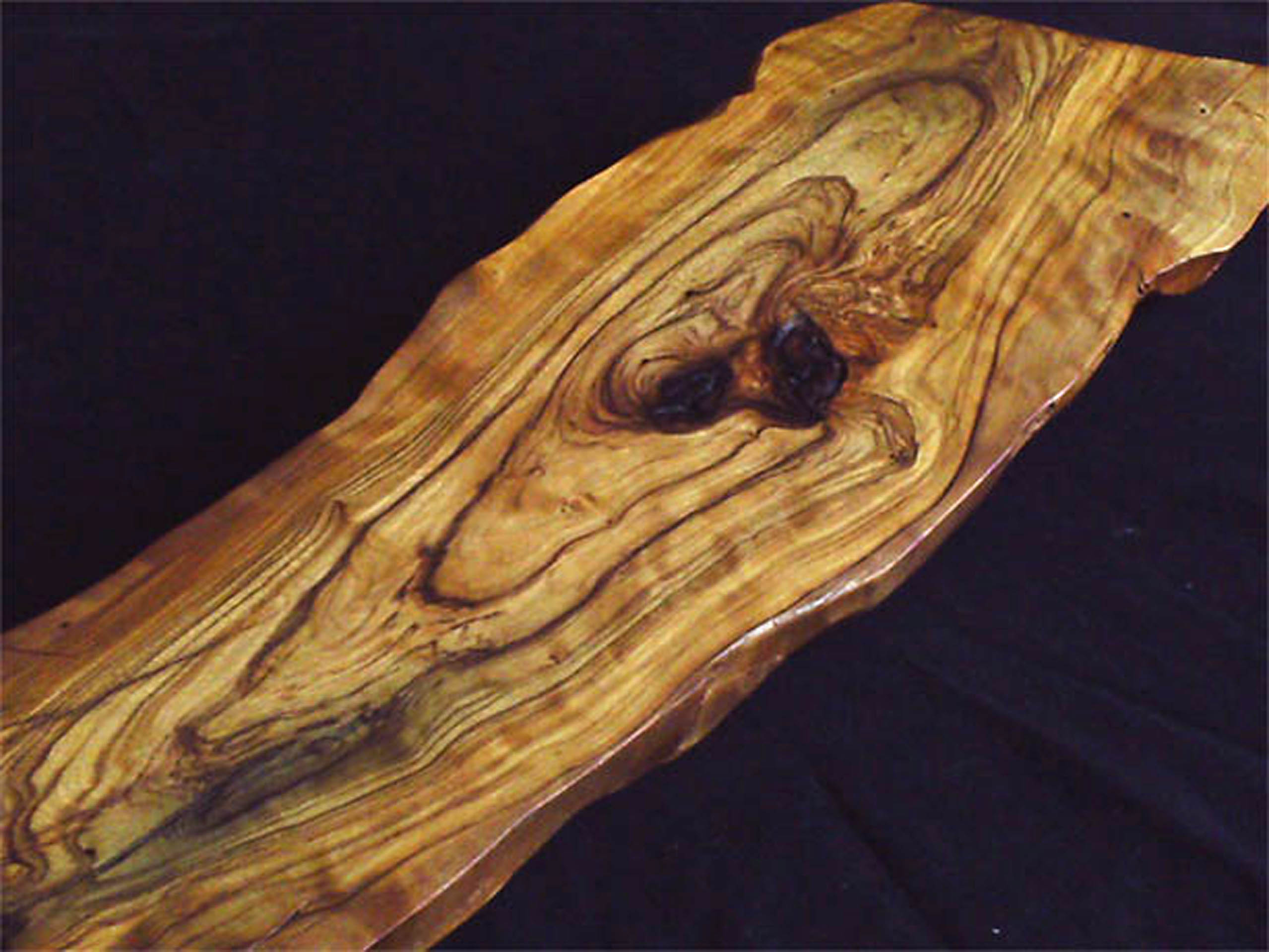
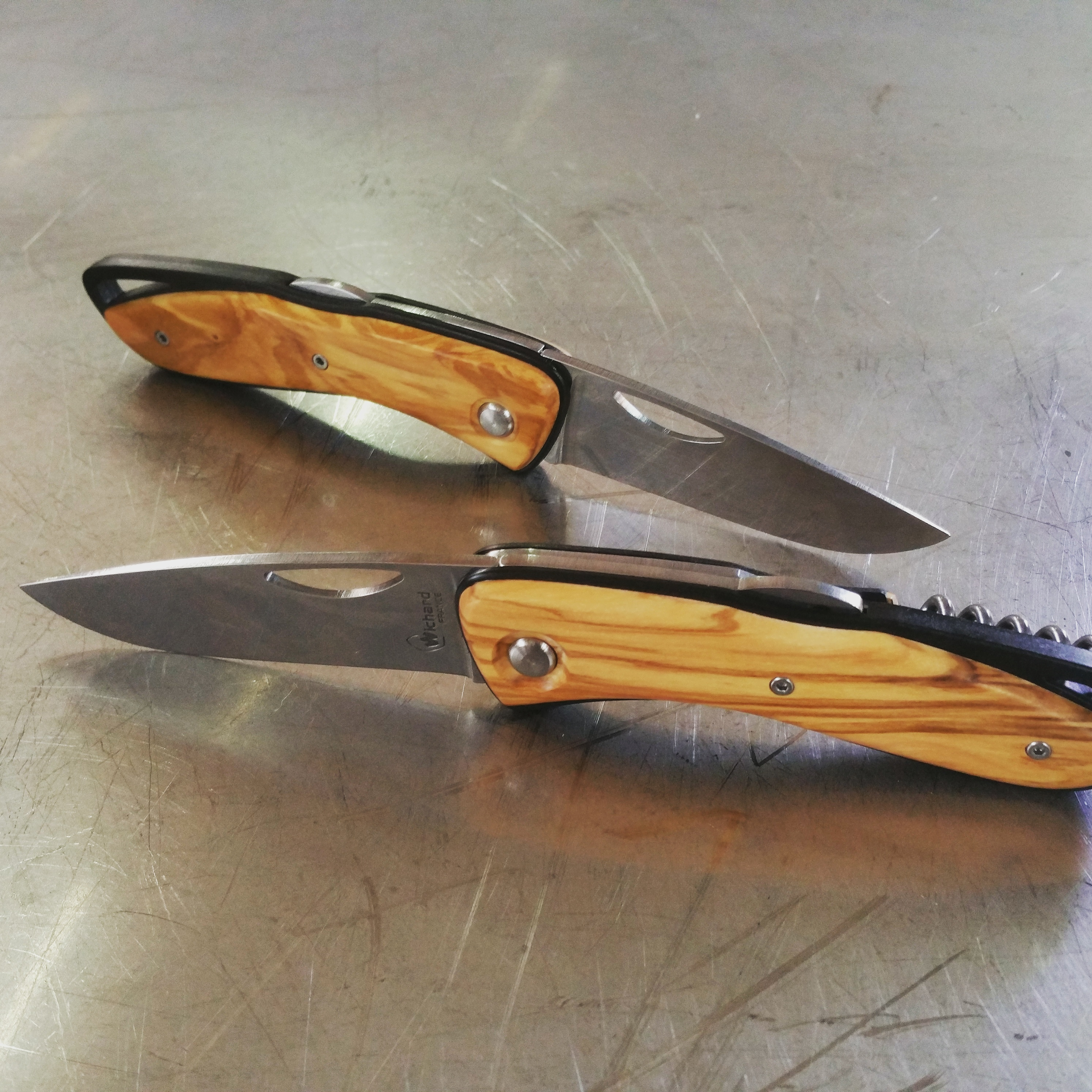
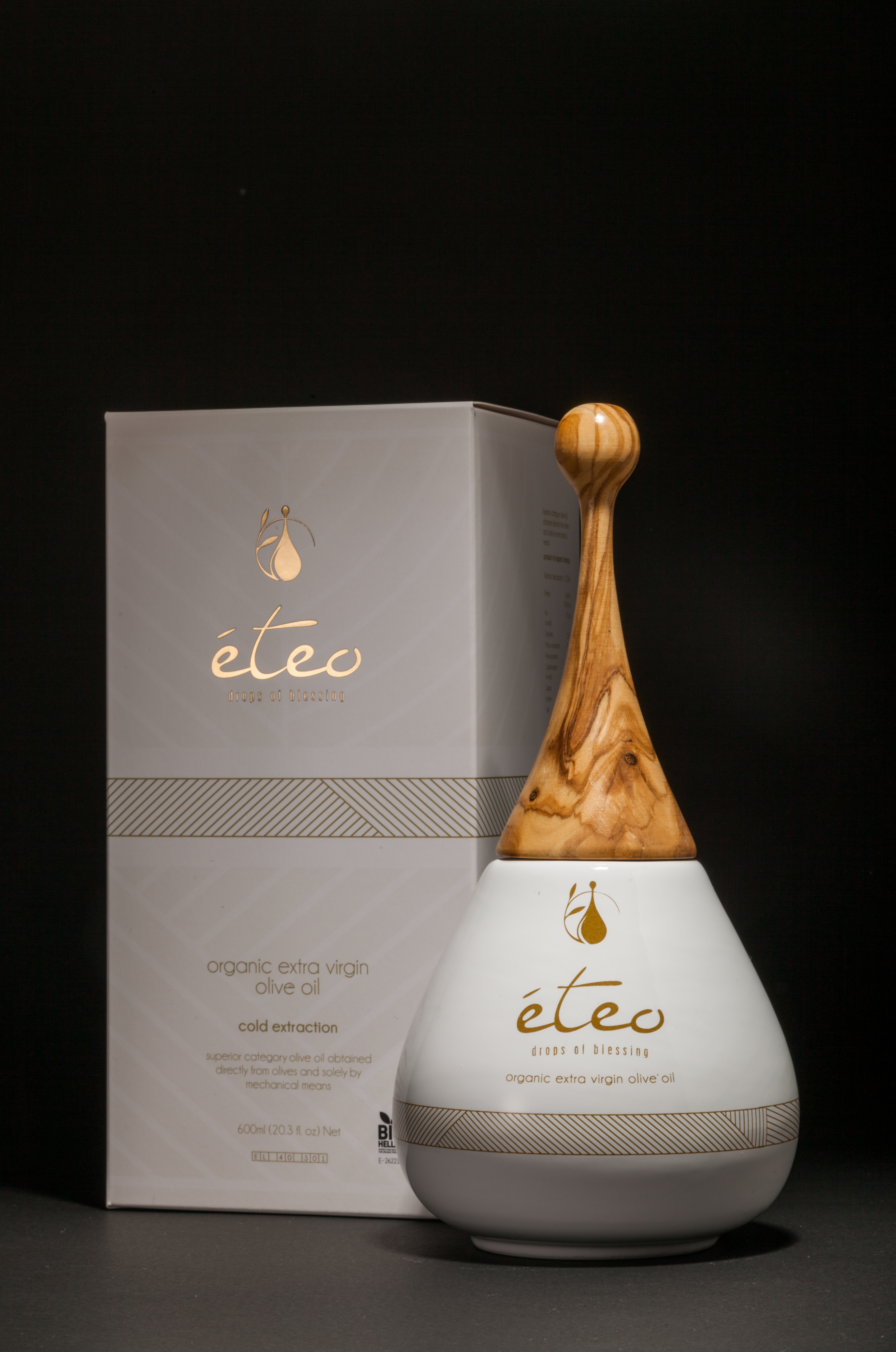
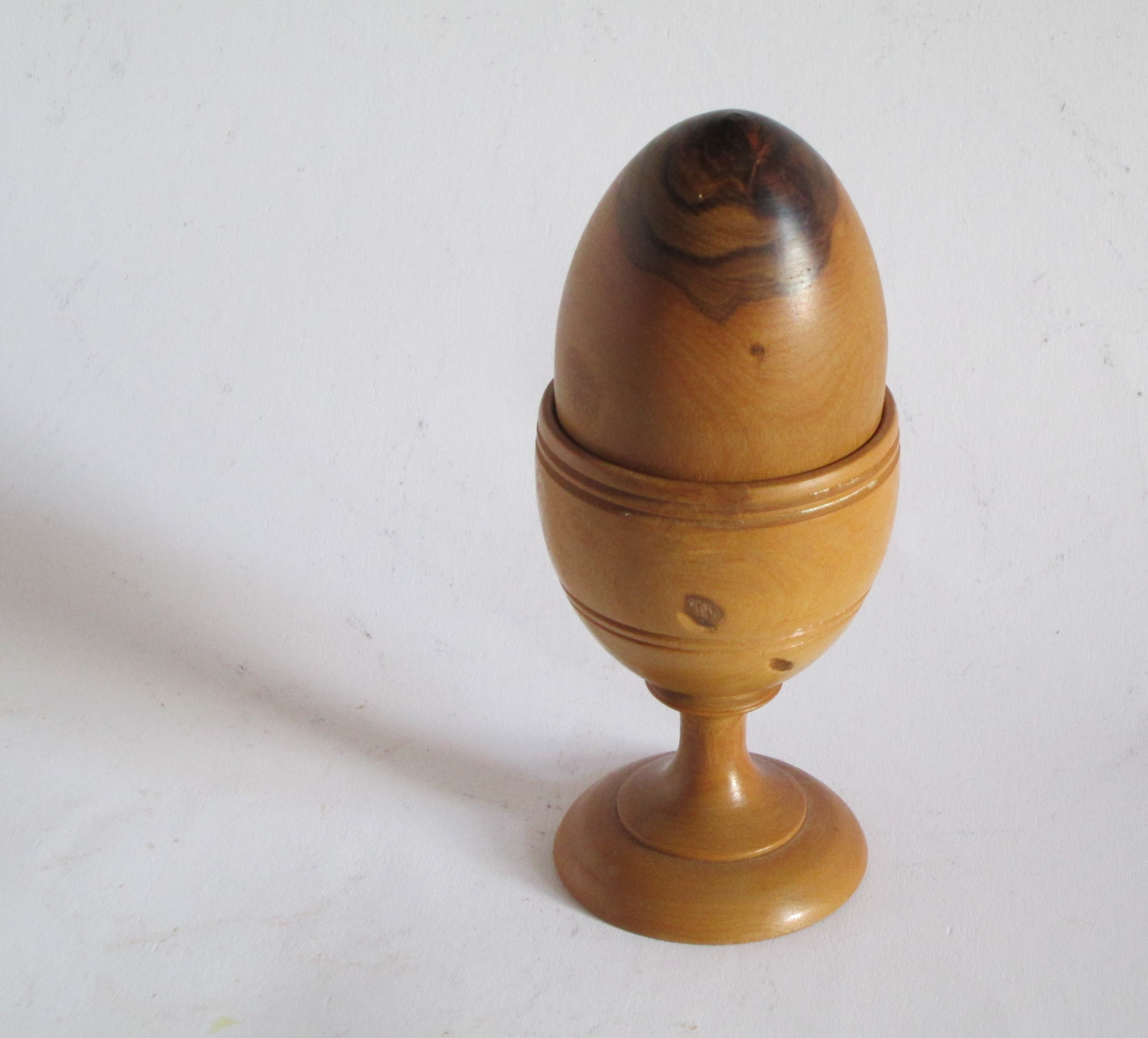
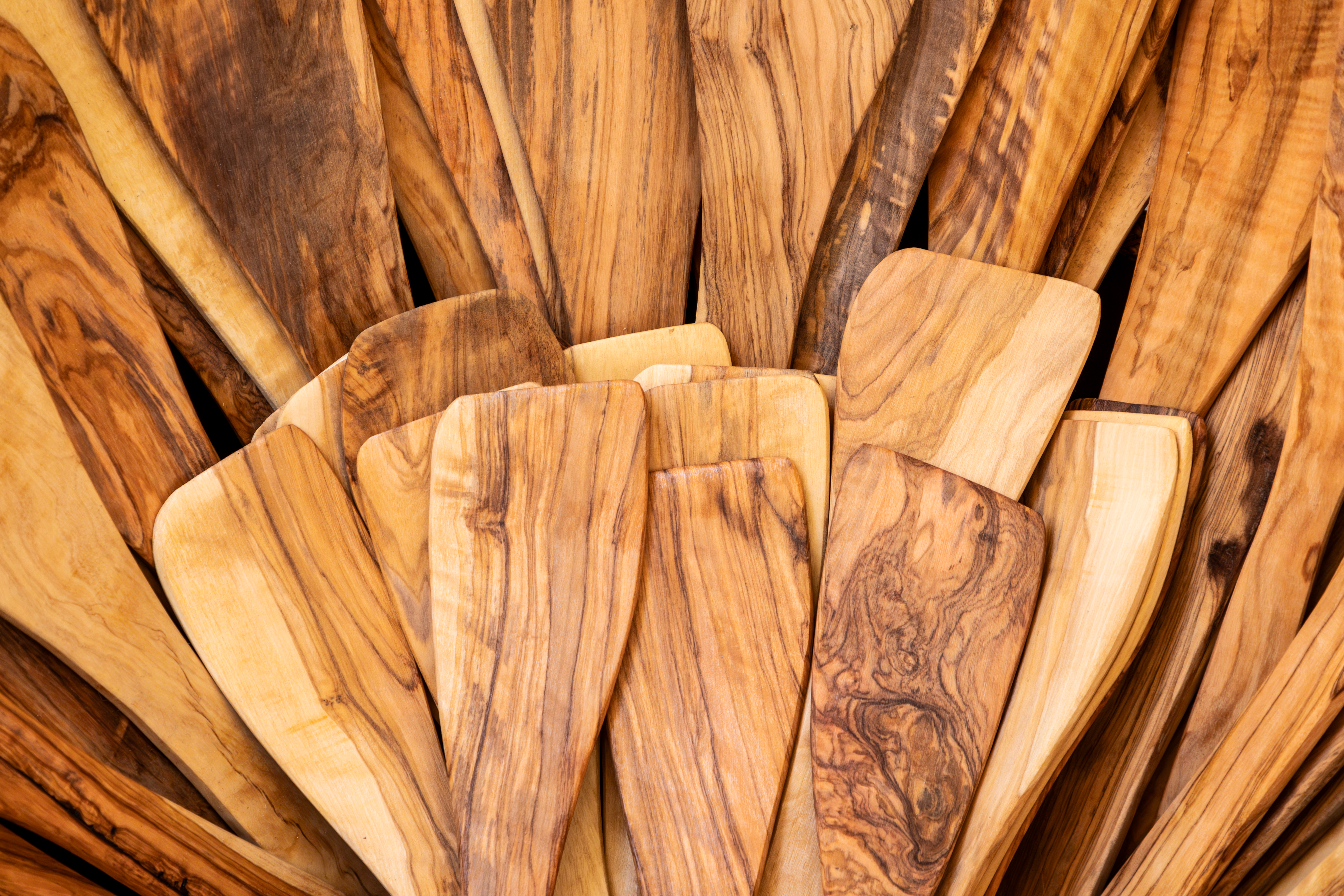
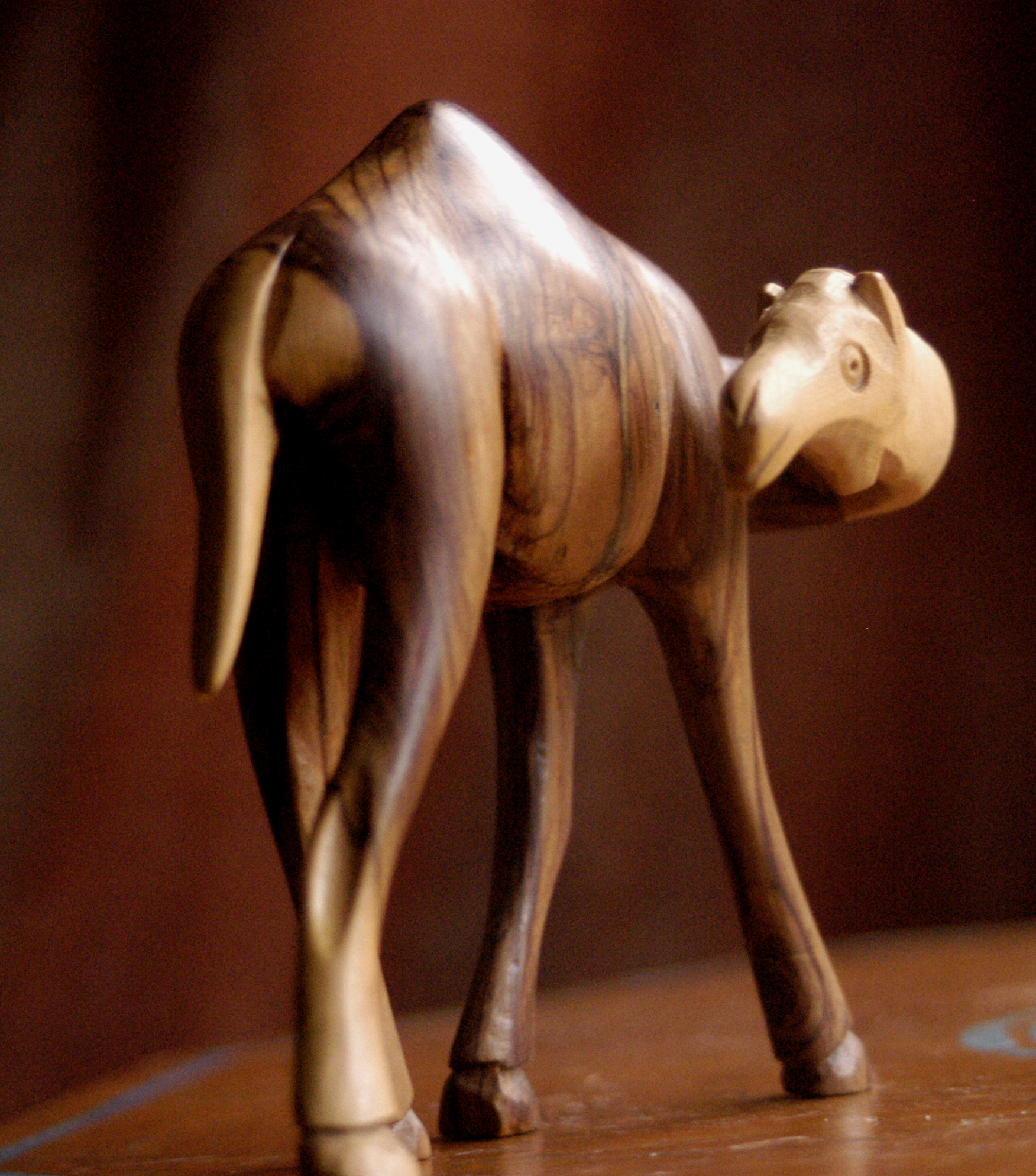
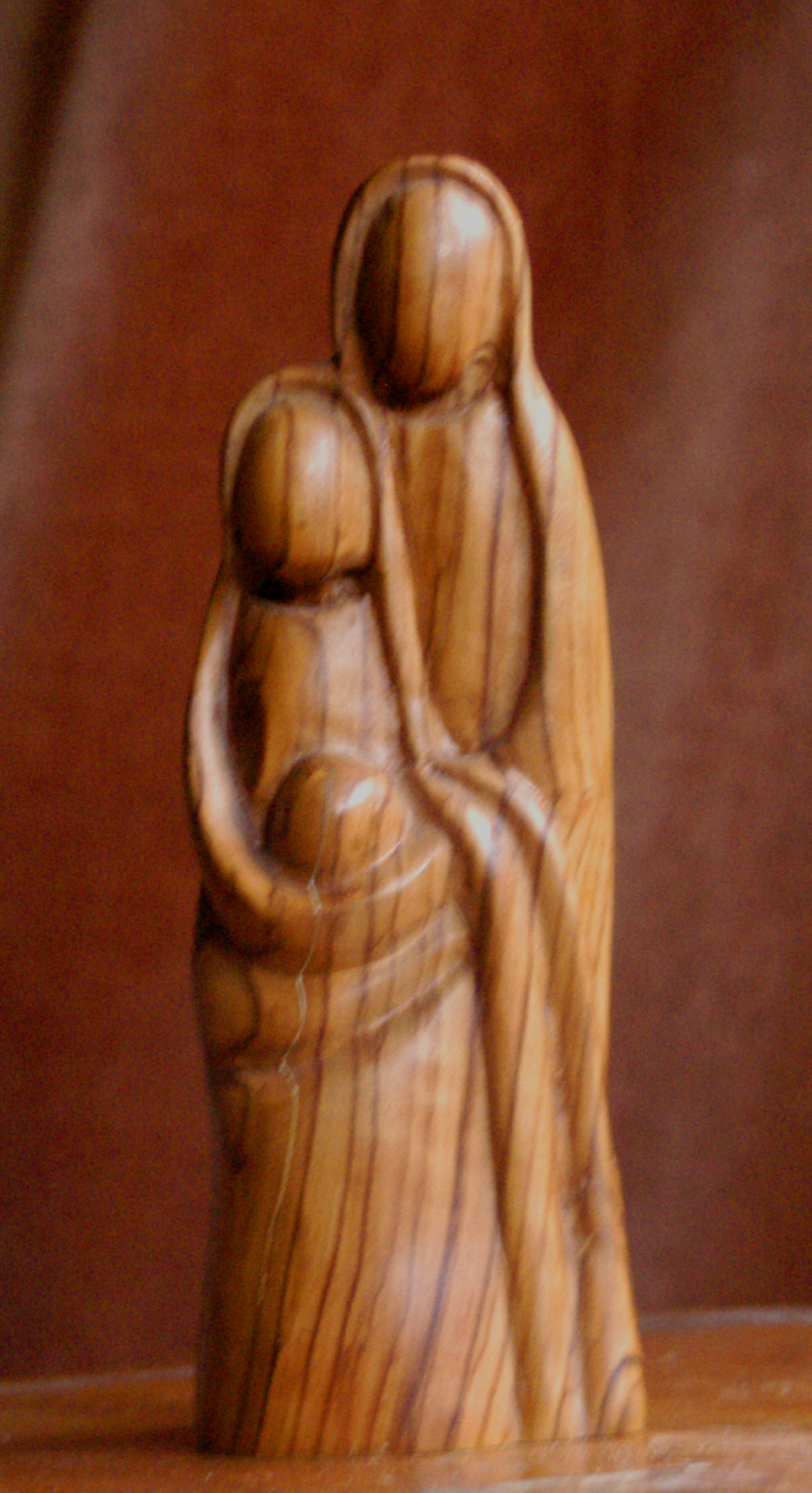